# Hermanas de la Caridad de la Asunción
La Congregación de Hermanas de la Caridad de la Asunción (oficialmente en latín: Congregatio Sororum Caritatis ad Assumptione) es un congregación religiosa católica femenina, de vida apostólica y de derecho pontificio, fundada en 1993 por el sacerdote italiano Luigi Giussani, en Milán. A las religiosas de este instituto se les conoce también como hermanas de la Caridad y posponen nombres las siglas S.C.A.

## Historia

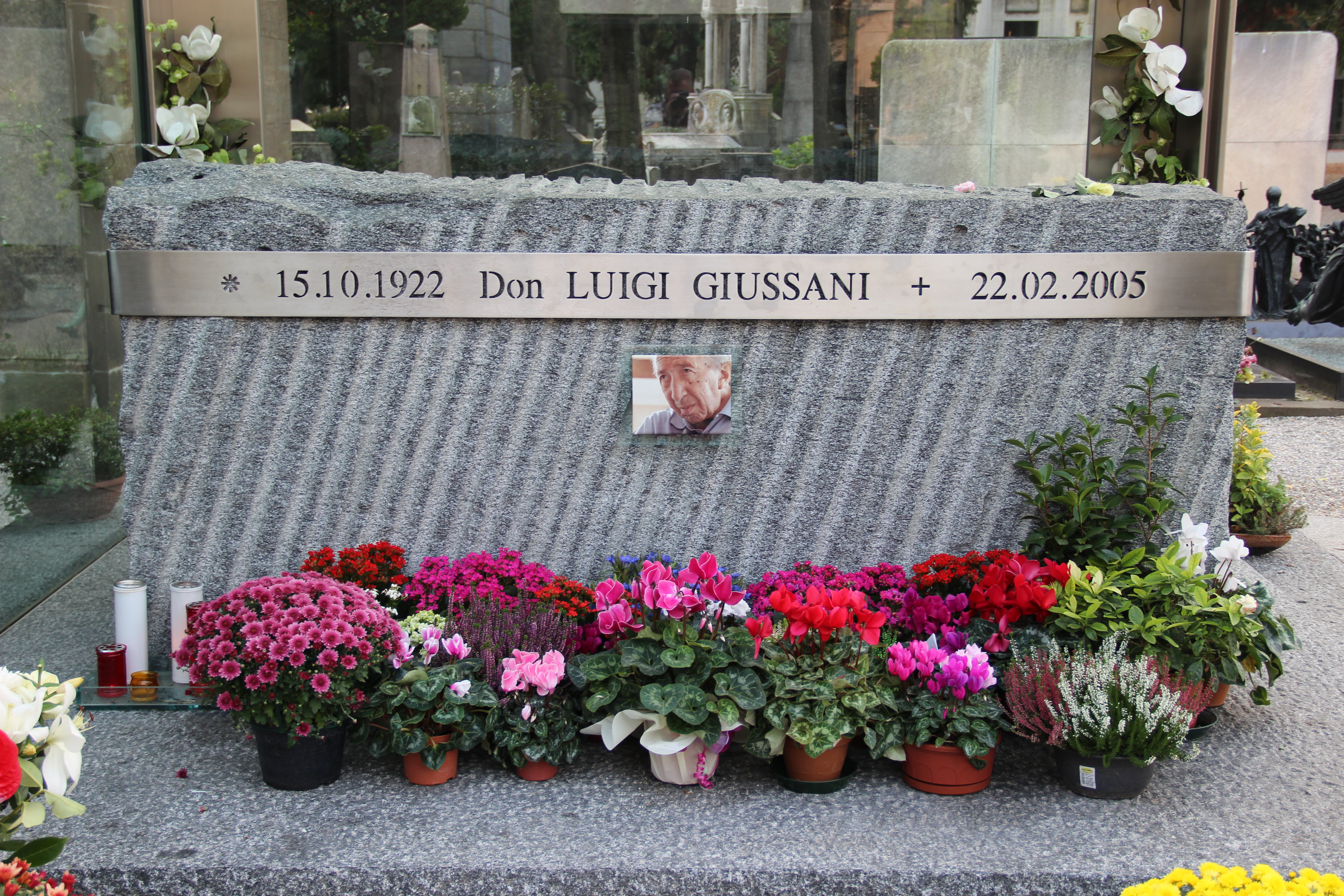
Tumba del fundador del instituto, Luigi Giussani, en Milán.

La congregación tiene su origen en las Hermanitas de la Asunción, fundadas por el asuncionista francés Étienne Pernet, en 1865. A partir de los años sesenta, muchas jóvenes italianas provenientes del movimiento Comunión y Liberación entraron a la congregación, lo cual comportó a un considerable crecimiento del instituto y un acercamiento a dicho movimiento fundado por Luigi Giussani. El alejamiento de la rama italiana y la aproximación a Comunión y liberación llevó al nacimiento de un nuevo instituto religioso, en 1993, con el nombre de Hermanas de la Caridad de la Asunción, con casa madre en Milán.
El nuevo instituto recibió la aprobación como congregación religiosa de derecho pontificio, mediante decretum laudis del 29 de junio de 1993, del papa Juan Pablo II. En el año 2006, la Santa Sede reconoció como fundador del nuevo instituto a Luigi Giussani, junto a Étienne Pernet.

## Organización
La Congregación de Hermanas de la Caridad de la Asunción es un instituto religioso de derecho pontificio y centralizado, cuyo gobierno es ejercido por una superiora general, es miembro de la Familia agustiniana, en el marco del movimiento de Comunión y Liberación y su sede central se encuentra en Milán (Italia).
Las hermanas de la caridad se dedican a la educación e instrucción cristiana de la juventud y a la atención de los ancianos y de las familias necesitadas, viven según la Regla de san Agustín y siguen el itinerario formativo de la asociación Memores Domini. En 2017, el instituto contaba con 86 religiosas y 7 comunidades, presentes en Italia y España.